# Olidiana nigridorsum
Olidiana nigridorsum är en insektsart som beskrevs av Cai och Shen 1998. Olidiana nigridorsum ingår i släktet Olidiana och familjen dvärgstritar. Inga underarter finns listade i Catalogue of Life.